# Belkheir
Belkheir est une commune de la wilaya Guelma en Algérie du même nom que la petite ville qui la compose.

## Géographie
La commune est située à 2 km à l'est de Guelma, à 55 km d'Annaba et à 80 km de Constantine.
Du fait de sa position frontalière à la ville de Guelma, l’économie se partage entre ces deux villes.

## Histoire
Millesimo, est l'ancien nom de la commune de Belkheir dans la wilaya de Guelma en Algérie pendant l'occupation française.
Belkheir est une ancienne colonie agricole créée en vertu du décret du 19 septembre 1848, définitivement constituée par décret présidentiel du 11 février 1851. Ses alignements sont fixés par arrêté du 11 juillet 1855. Le centre est érigé en commune de plein exercice par décret du 10 décembre 1868 avec pour annexe la section de Petit (aujourd’hui boumahra)
La commune est rattachée au département de Bône en 1955.
À partir de l’indépendance en 1962 et avec l'expansion de la ville, la municipalité est devenue un nouveau quartier qui s'est joint à la municipalité mère. Le point de repère le plus important est l'ancien aéroport.

Nom actuel : Belkheir.

## Démographie
La ville compte 2 grandes mosquée, la mosquée Salman-Al farissi et la mosquée Mbarak el mili, la ville possède aussi 2 grandes places très attractives surtout en soirée où il y a des ventes de glaces, restaurants… 
La ville comporte une école, un collège ainsi qu'un lycée, un hôpital et centre, ainsi qu'un commissariat central.
Les traces de l’ancien aérodrome dont la piste d’atterrissage principale notamment sont toujours visibles au sud de la ville. On peut aussi apercevoir la vieille voie ferrée abandonnée à l’est de Belkheir en direction de Boumahra, et au sud à direction de Guelma.
L’aérodrome est en cours de réhabilitation pour lutter contre les incendies.

## Administration
L’Hôtel de ville se situe à côté de la nationale 20, principal axe traversant la ville et son cœur historique.

## Économie
La petite ville tout comme sa voisine vivent principalement de l’agriculture mais il y a de nombreux marchés qui ouvrent principalement le vendredi. Une récente place aménagée avec de nombreux commerces et espaces verts attirent des gens de toute la wilaya surtout en été dans le domaine du loisir.

## Culture et patrimoine
La commune de Belkheir abrite un monument dédié aux victimes des massacres du 8 mai 1945 durant l'époque coloniale française. L'un des quartiers : Umm Al-Nsour, fut le théâtre de ces évènements tragiques.
La commune abrite un centre culturel et bibliothèque municipale, qui a été ouvert en 2012.

## Sport
La commune abrite trois clubs de sport, dans les disciplines du football, judo et volleyball.